# Powiat Mikata (Fukui)
Powiat Mikata (jap. 三方郡 Mikata-gun) – powiat w Japonii, w prefekturze Fukui. W 2024 roku liczył 8708 mieszkańców.

## Miejscowości
- Mihama